# Жекіє (мікрорегіон)
Жекіє (порт. Microrregião de Jequié) — мікрорегіон в Бразилії, входить в штат Баїя. Складова частина мезорегіону Південно-центральна частина штату Баїя. Населення становить 148 724 чоловік на 2006 рік. Займає площу 17 396,126 км². Густота населення — 30,5 чол./км².

## Склад мікрорегіону
До складу мікрорегіону включені наступні муніципалітети:
1. Айкара
2. Амаргоза
3. Апуарема
4. Брежойнс
5. Краволандія
6. Іражуба
7. Ірамая
8. Ітажи
9. Ітакара
10. Ітірусу
11. Жагуакара
12. Жекіє
13. Жикіріса
14. Житауна
15. Лафаєті-Котінью
16. Лажи
17. Лажеду-ду-Табокал
18. Маракас
19. Марсіуніліу-Соза
20. Мілагріс
21. Мутуїпі
22. Нова-Ітарана
23. Планалтіну
24. Сан-Мігел-дас-Матас
25. Убаіра

| Бразилія | Це незавершена стаття з географії Бразилії. Ви можете допомогти проєкту, виправивши або дописавши її. |